# Mike Busse
Mike Busse (Woerden, 9 februari 1993) is een Nederlands voetballer. Na spelen voor Almere City ging de verdediger spelen voor meerdere amateurclubs, waaronder SV TEC en SV Aarlanderveen. Eerder speelde Busse in de jeugd van AFC Ajax. Hij speelt nu voor SCH '44.

## Almere City FC
Busse maakte zijn debuut in het professioneel voetbal in de eerste competitiewedstrijd van het seizoen 2013/14 op 3 augustus 2013 tegen FC Volendam (2-3 verlies).